# بين غراهام
بين غراهام (بالإنجليزية: Ben Graham)‏ (و. 1973  م) هو لاعب كرة القدم الأسترالية، ولاعب كرة قدم أمريكية، من أستراليا، يلعب كراكل ‏.

## روابط خارجية
- بين غراهام على موقع مرجع كرة القدم المحترفة.كوم (الإنجليزية)
- بين غراهام على موقع AustralianFootball.com (الإنجليزية)
- بين غراهام على موقع AFLtables.com (الإنجليزية)